# Morettemolen
De Morettemolen is een windmolenrestant in de Vlaams-Brabantse plaats Asse, gelegen aan de Edingsesteenweg 208.
Deze ronde stenen molen van het type stellingmolen fungeerde als korenmolen.

## Geschiedenis
De molen werd opgericht in 1831, vrijwel tegelijk met de ombouw van een hoeve tot het Kasteel La Morette. De molen, die op een heuvel staat, werd gebruikt voor een likeurstokerij, maar in 1880 werd het bedrijf stilgelegd. In 1895 woei een wiek af en de andere wieken werden toen verwijderd. Enkele jaren later stortte de gaanderij in en verder verval trad in. In 1937-1938 werd de molen uitwendig gerestaureerd en werd ook de kap vernieuwd. Tijdens de Tweede wereldoorlog werd de molen als uitkijkpost gebruikt door de bezetter. Hierbij werd de kap verwijderd en vervangen door een platform.
De romp werd later nog gerenoveerd, maar de molen, omringd door hoge bomen, maakt een eventueel maalvaardig herstel weinig zinvol.